# Paralaophonte spitzbergensis
Paralaophonte spitzbergensis är en kräftdjursart som beskrevs av Mielke 1974. Paralaophonte spitzbergensis ingår i släktet Paralaophonte och familjen Laophontidae. Inga underarter finns listade i Catalogue of Life.